# Тьяльданесфедль
Тьяльданесфедль (исл. Tjaldanesfell) — гора на северо-западе Исландии. Расположена примерно в середине   региона Вестфирдир вблизи хутора Храбнсейри на северном берегу Аднар-фьорда.
Гора несколько отличается от окружающих гор из базальта, поскольку содержит риолит и габбро и имеет более светлый цвет. Это можно
объяснить тем, что гора представляет собой остатки  старого центрального вулкана Тьяльданес, активного около 12 млн лет назад. Гора также имеет эрозию склонов, нетипичную для гор Вестфирдира.
К той же вулканической системе относят самую высокую гору региона — Кальдбакюр.
Недалеко от подножия горы находится заброшенный хутор Тьяльданес.